# カライトソウ
カライトソウ（唐糸草、学名：Sanguisorba hakusanensis Makino）は、バラ科バラ亜科ワレモコウ属に分類される多年草の1種。種小名の「hakusanensis」は、両白山地の白山を意味する。和名は、美しい雄蕊を中国（唐）渡来の絹糸に見立てたことに由来する。

## 特徴
草丈は30-100 cm。茎は斜め上または真上に伸び、上部が少し枝分かれし、緑色でほとんど毛がない。根茎は太い。根生葉の側小葉は、4-6対、羽状複葉。小葉は楕円形-長楕円形、長さ4-6 cm、縁に鋭い鋸葉がある。葉の裏面は粉白色、10数対の隆起した側脈がある。茎葉は小さい。花穂は長さ4-10 cmの細長い円柱形で垂れ下がる。1-数個が散房状につき、淡褐色の綿毛が密生する。白花品のものもある。小花は紅紫色で直径が約1 mm、花弁はない。雄蕊は6-12個、がく片よりも長く、長さ7-10 mm、黒紫色の点状の葯が付き、雌蕊は1本。葯は乾くと黄褐色となる。花は花穂の上から下へと咲き進む。がく片は筒状の楕円形、4稜があり、そりかえり、外面の下方に毛がある。花期は7-9月。果実はそう果で、がく筒に包まれ、逆さ卵形で革質。染色体数は、2n=28（4倍体）。

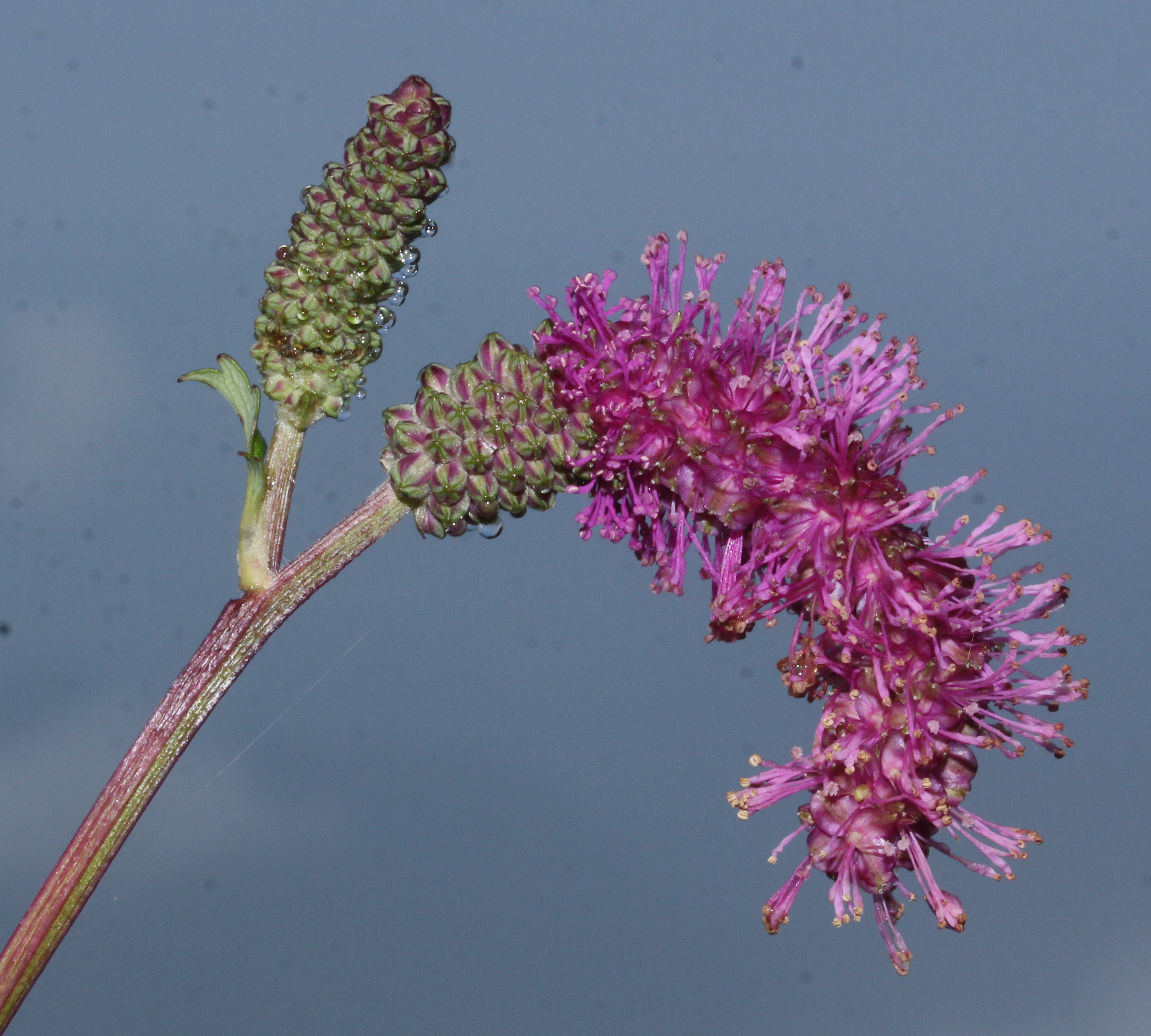
垂れ下がる花穂と蕾
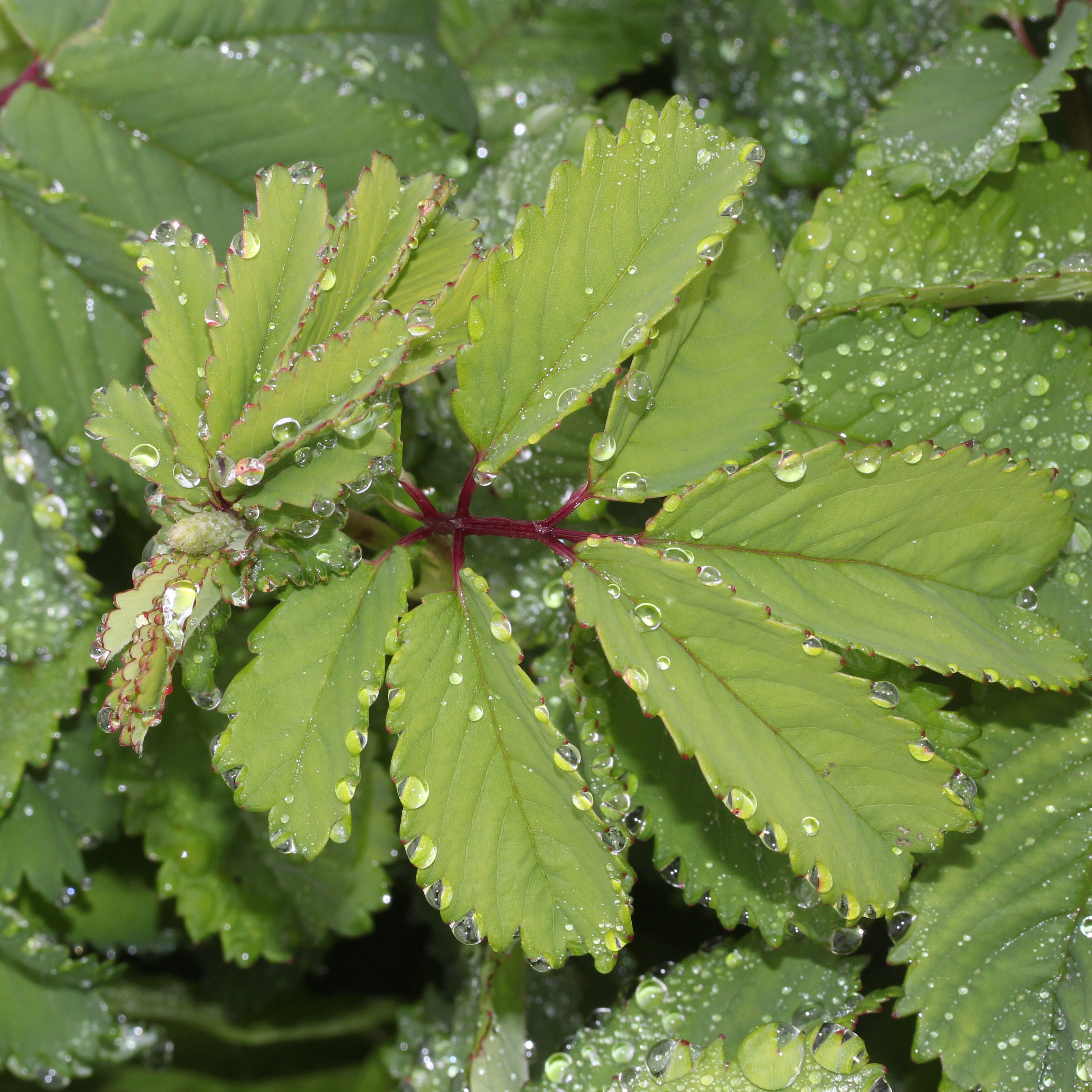
葉の縁に鋭い鋸葉がある

## 分布と生育環境

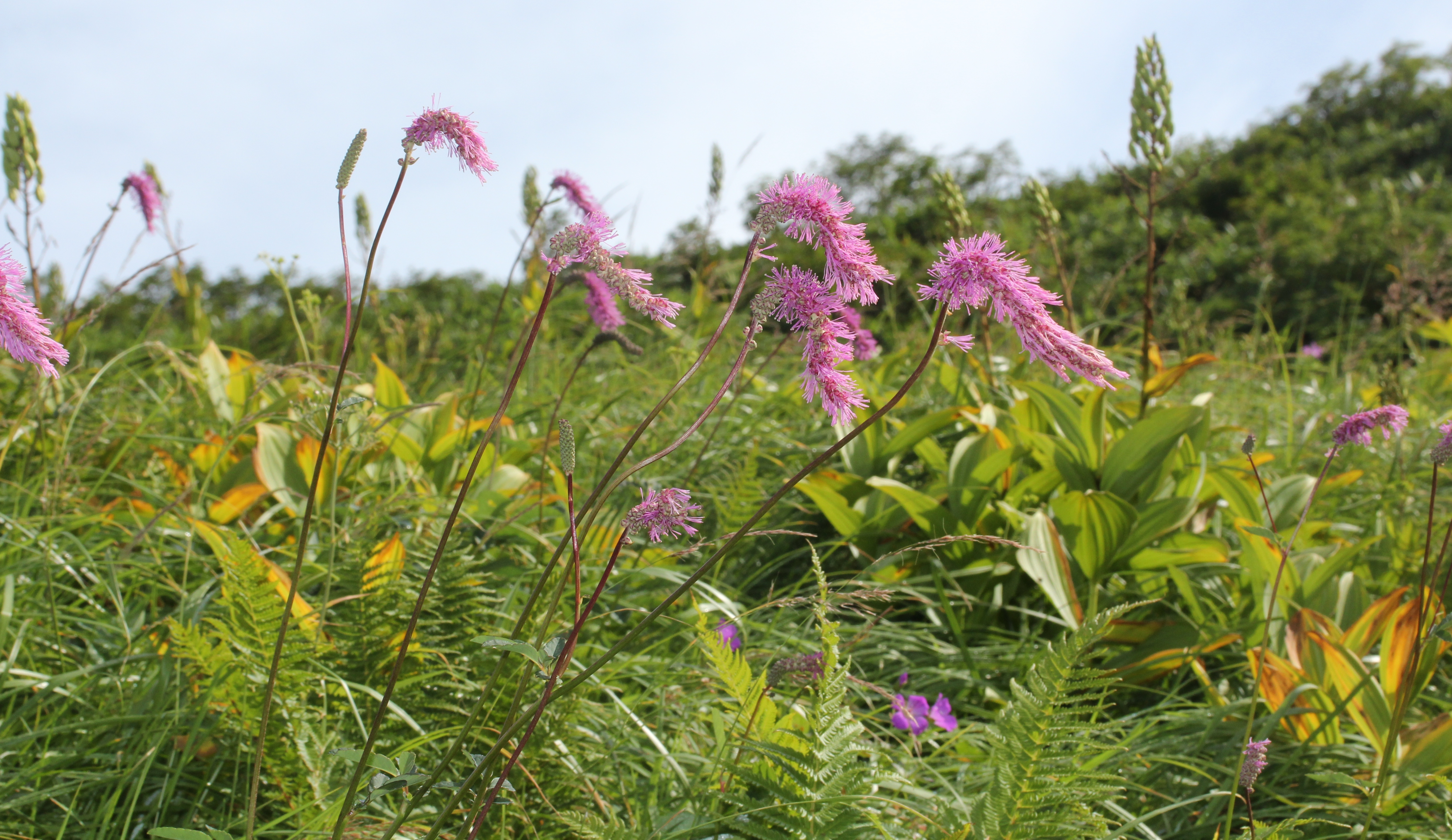
白山の草地に生育するカライトソウ

日本の固有種。本州中部地方の日本海側（飛騨山脈北部、白山から滋賀県の三国山などにかけて）に分布する。赤坂山の山域で、この南限または西南限となっている。基準標本は白山のもの。『花の百名山』（田中澄江著）で、飛騨山脈の爺ヶ岳を代表する花の一つとして紹介された。
飛騨山脈唐松岳の八方尾根（長野県北安曇郡白馬村）には、ワレモコウとの雑種と考えられているハッポウワレモコウ（八方吾亦紅、学名：Sanguisorba x takahashihideoi Naruh.）が分布している。朝鮮半島に、変種のコウライカライトソウ（学名：Sanguisorba hakusanensis Makino var. coreana H.Hara）が分布している。

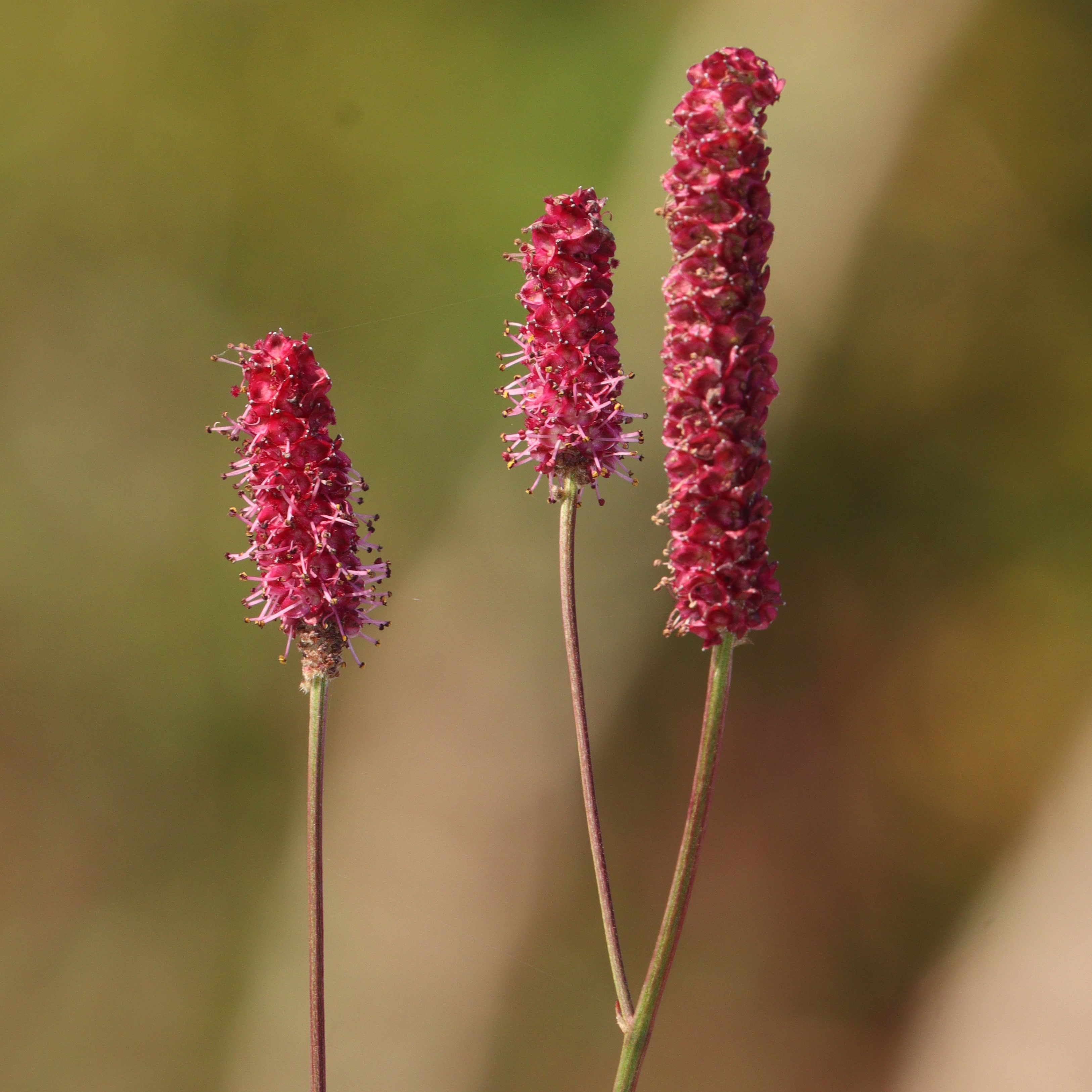
ハッポウワレモコウ Sanguisorba x takahashihideoi

亜高山帯から高山帯にかけての砂礫地、岩壁、草地などのあまり乾燥しない場所に生育する。ゴマシジミの幼虫が、葉を食草としている。

## 種の保全状況評価
以下の都道府県により、レッドリストの指定を受けている。
- 絶滅危惧種 - 滋賀県
- 絶滅危惧IB類（EN） - 長野県
- 準絶滅危惧（NT） - 岐阜県[12]
- 地域個体群（LP） - 新潟県[13]